# Rudolf Schlechter
Friedrich Richard Rudolf Schlechter (n. 16 octombrie 1872, Berlin, Imperiul German – d. 16 noiembrie 1925, Berlin, Republica de la Weimar) a fost un botanist și taxonom german, autor al mai multor lucrări pe tema orhideelor.
A participat la explorări în Africa, Indonezia, Noua Guinee, America de Sud și Centrală și Australia. Ierbarul său, care era unul de dimensiuni impresionante, a fost distrus în timpul bombardamentului din Berlin din 1945.